# Sidney Prescott
Sidney Prescott é uma personagem fictícia e a principal protagonista da franquia Scream. A personagem foi criada por Kevin Williamson e é interpretada pela atriz canadense Neve Campbell. Ela apareceu pela primeira vez em Scream (1996), seguida de quatro sequências: Scream 2 (1997), Scream 3 (2000), Scream 4 (2011) e Scream (2022). A personagem aparece nos filmes como alvo de uma série de assassinos que adotam a persona Ghostface, uma máscara fantasma e uma capa preta, para persegui-la. Em cada filme, os assassinos do Ghostface frequentemente matam pessoas próximas a Sidney e provocam-na por telefone com ameaças e conhecimento íntimo de sua vida ou do assassinato de sua mãe, levando a um confronto final em que o verdadeiro assassino é revelado.
Os assassinos que atacam Sidney têm motivações variadas, desde a vingança em Scream até a fama que a mataria em Scream 2 e Scream 4, devido à fama que ela mesma obteve como sobrevivente da onda de assassinatos no filme original. Ela primeiro se torna o foco de seu namorado Billy Loomis (Skeet Ulrich) e seu amigo Stu Macher (Matthew Lillard). Billy busca vingança pelo abandono de sua mãe após o caso de seu pai com a mãe de Sidney, Maureen Prescott. Scream 3 revela mais tarde que Billy soube desse caso através de Roman Bridger (Scott Foley), o meio-irmão de Sidney, ele próprio buscando vingança por seu abandono e rejeição por Maureen, provocando a cadeia de eventos que permeiam cada filme.[carece de fontes?]
Drew Barrymore foi originalmente escalada como Sidney Prescott, mas os conflitos de agendamento levaram-na a assumir um papel menor, com a liderança sendo oferecida a Campbell, que na época estava estrelando o programa de TV Party of Five. Ela hesitou em assumir outro papel de terror depois de terminar o trabalho em The Craft (1996), mas aproveitou a oportunidade, pois seria seu primeiro papel de protagonista em um longa-metragem. Campbell reprisou o papel em Scream 2 e Scream 3, embora seus próprios conflitos de programação significassem que ela só poderia filmar por um curto período de tempo enquanto o terceiro filme estava em produção. Isso resultou na redução significativa do papel de sua personagem em edições anteriores e o foco foi mudado para as outras personagens principais da série, Gale Weathers e Dewey Riley. Campbell inicialmente recusou pedidos de retorno para Scream 4, com scripts escritos com a ausência de sua personagem em mente, mas finalmente concordou em retornar.[carece de fontes?]
A personagem é descrita como uma jovem inteligente e engenhosa que lentamente se torna mais forte ao longo da série, enquanto tenta superar as ameaças e mortes ao seu redor. O papel de Neve Campbell como Sidney Prescott recebeu elogios críticos significativos ao longo da série, conquistando o título de Rainha do Grito nos anos 90 e rendeu-lhe o Saturn Award de Melhor Atriz em 1997 por Scream e o MTV Award de Melhor Performance Feminina em 1998 por seu papel em Scream 2.